# 卡拉韋 (阿肯色州)
卡拉韋（英語：Caraway）是一個位於美國阿肯色州克雷格黑德縣的城市。

## 地理
卡拉韋的座標為35°45′33″N 90°19′23″W / 35.75917°N 90.32306°W，而該地的平均海拔高度為69米（即226英尺）。

## 人口
根據2020年美國人口普查的數據，卡拉韋的面積為5.98平方千米，當中陸地面積為5.97平方千米，而水域面積為0.01平方千米。當地共有人口1133人，而人口密度為每平方千米189人。